# Estación de Ansio
Ansio es una estación del metro de Bilbao subterránea, situada en el municipio de Baracaldo, e inaugurada el 13 de abril del 2002. 
Su tarifa corresponde a la zona 2. 
Como curiosidad, al contrario que en el resto de la red, normalmente las escaleras mecánicas de acceso a la estación son las de la izquierda mientras las de salida las de la derecha.
En esta estación se encuentra una de las Oficinas de Atención al Cliente de Metro Bilbao. 
Dispone de aparcamiento disuasorio, cuyo coste es de 0,70 €/día con tarifa bonificada.

## Situación
La estación se sitúa en la zona de expansión de Barakaldo, en un lugar en plena regeneración, donde antiguamente se encontraba una de las fábricas de AHV. Actualmente el entorno se compone de una plaza a modo de sala de espera de una estación de autobuses y taxis (que hoy en día no da servicio alguno), y el BEC (Bilbao Exhibition Centre) una gran feria de muestras que acoge entre sus eventos los conciertos musicales más importantes, ferias internacionales, partidos de baloncesto, congresos, convenciones y otros eventos, con lo cual en días de actividad la estación se abarrota de viajeros, provocando ciertos colapsos en el Metro de Bilbao, ya que los únicos medios de acceso directos al BEC son esta estación y la línea A3142 (Santurtzi - Barakaldo - Retuerto - Kareaga) de Bizkaibus aunque alrededor del BEC también hay otras líneas de Bizkaibus. 
Sin embargo, en días sin actividad, es relativamente poca la gente que la utiliza ya que la mayoría de viviendas cercanas a la estación se encuentran sin acceso cercano a la entrada del metro (a pesar de que estas estén frente al BEC se encuentran a más de 500 metros de la salida de la estación, ya que la entrada a la estación está detrás del recinto).

## Arquitectura

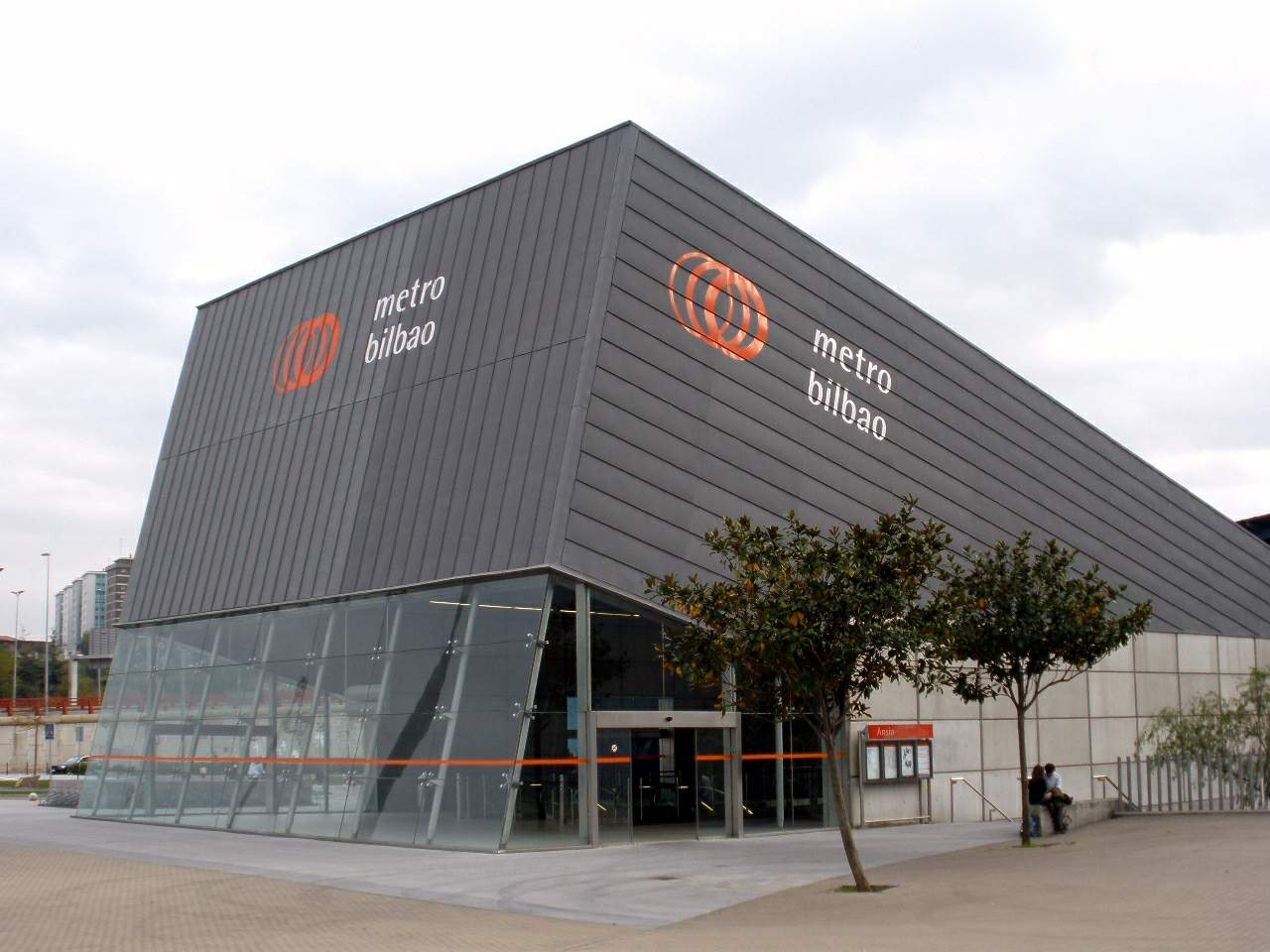
Imagen externa de la estación de Ansio (Baracaldo).

La estación tiene un ligero parecido a Sarriko. Se trata de una estación subterránea, pero desde el interior se ve la superficie, gracias a la marquesina acristalada que además provee de luz a la estación. En el proyecto se propuso ubicar una galería comercial en el interior, lo que habría hecho de esta estación la primera con una galería de este tipo, pero finalmente no se llevó a cabo. En su lugar, en las estaciones de Indautxu y Peñota sí se han construido galerías comerciales. La cubierta está inspirada en las alas de una gaviota en pleno vuelo.

## Accesos
- Calle Ansio (salida BEC)
- Interior de la estación (salida BEC)
- Parking BEC
- Aparcamiento disuasorio BEC

## Galería

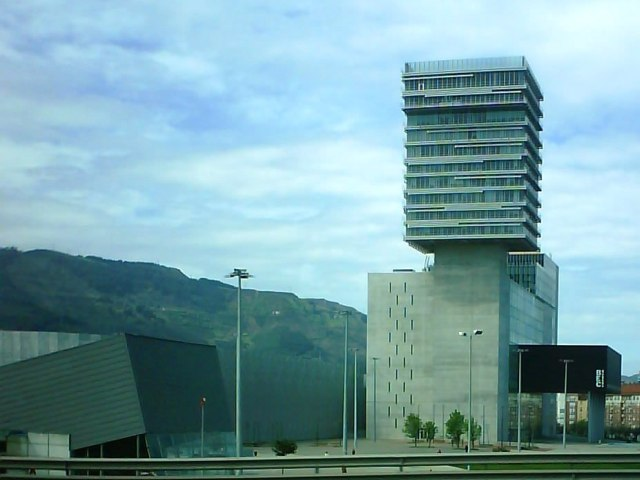
Estación de Ansio y BEC
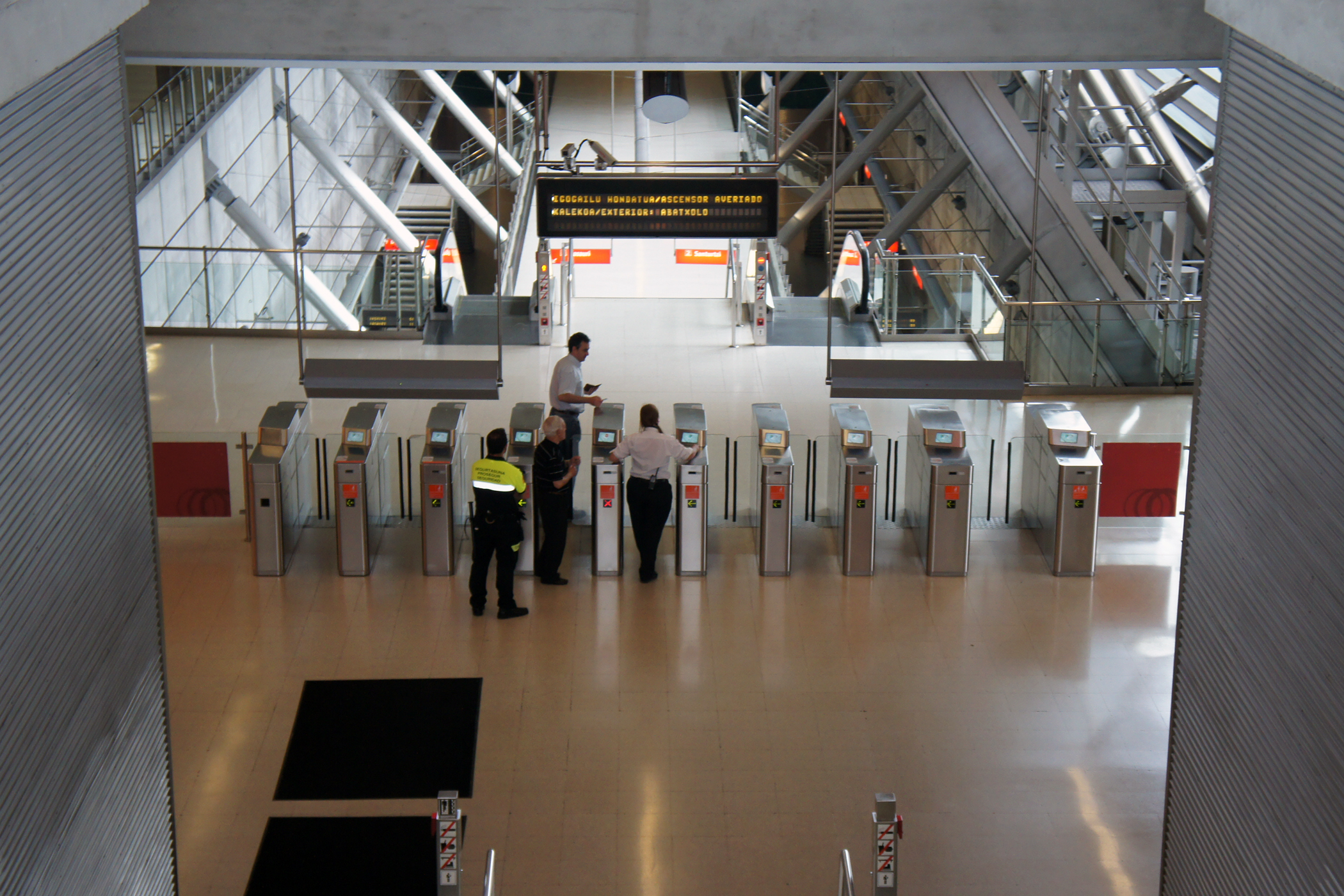
Máquinas validadoras
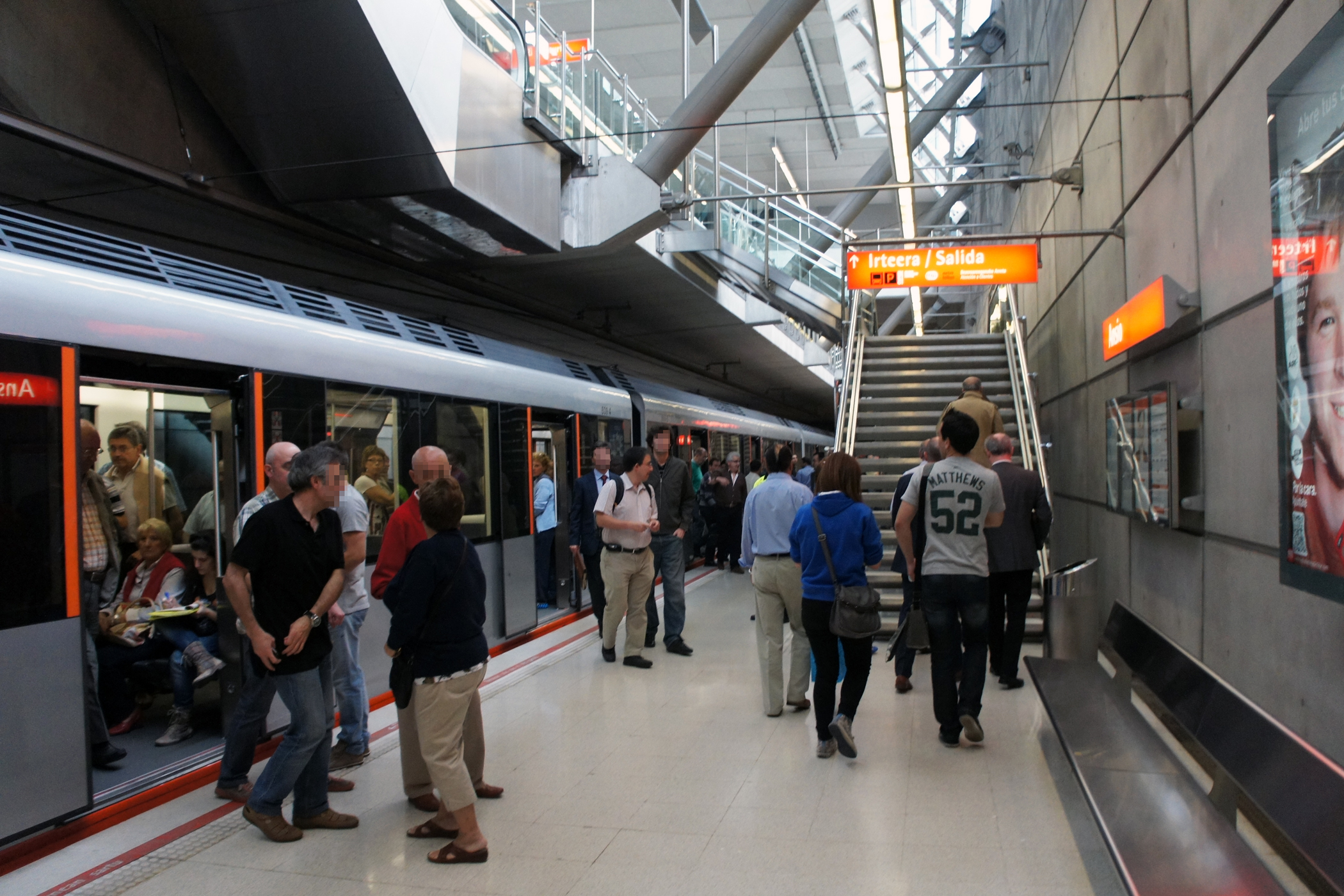
Andén